# لوسيا ميندونسا بريفياتو
لوسيا ميندونسا بريفياتو (مواليد: 1949) عالمة أحياء برازيلية. حصلت على جوائز لوريال-اليونسكو للمرأة في العلوم في عام 2004 لأبحاثها في الوقاية من داء شاغاس.
هي متزوجة من خوسيه أوزفالدو بريفياتو ولديها طفلان آنا وبيتر. تخرجت من جامعة سانت أورسولا وحصلت على الدكتوراه من الجامعة الفيدرالية في ريو دي جانيرو في علم الأحياء الدقيقة والمناعة. وهي أيضًا حاصلة على جائزة الأكاديمية العالمية للعلوم في علم الأحياء.